# Walddeckelschnecken
Die Walddeckelschnecken (Cochlostomatidae), auch Turmdeckelschnecken sind eine Familie landlebender Schnecken aus der Ordnung der Architaenioglossa (Caenogastropoda). Die ältesten Formen stammen aus den Paläozän.

## Merkmale
Die rechtsgewundenen, hochkonischen Gehäuse sind bis etwa 10 mm hoch und 5 mm breit. Sie haben 7 bis 9,5 (10) mehr oder weniger stark gewölbte Windungen, die langsam und regelmäßig zunehmen. Die letzte Windung ist aber oft etwas eingeengt. Die Mündung ist rundlich und mit einer breiten Mündungslippe versehen. Die Oberfläche zeigt mehr oder weniger dicht stehende, unterschiedliche geformte, innen hohle Rippen. Sie verlaufen parallel den Anwachslinien und stehen gewöhnlich in einem Winkel von etwa 20° zur Windungsachse. Juvenile Gehäuse besitzen oft noch einen leichten Kiel und eine schmale Mündungslippe. Der Ansatz der folgenden Windung (Sutur) kann dem Kiel etwas folgen bzw. setzt genau am Kiel an und lässt ihn quasi verschwinden, oder er setzt auch etwas darunter an (der Kiel ist dann noch zu sehen). Er verschwindet auf den adulten Windungen bzw. es ist nur noch eine leichte Unregelmäßigkeit in der Windungskurve vorhanden. Die Gehäuse haben oft braune oder rote Flecken oder Linien. Das Operkulum ist nicht verkalkt und besteht aus zwei Platten, die durch einen gekammerten Zwischenraum verbunden sind.
Die Tiere sind getrenntgeschlechtlich. Bei einigen Arten ist ein leichter Geschlechtsdimorphismus im Gehäuse erkennbar. Die Männchen haben ein im Durchschnitt etwas kleineres und dickeres Gehäuse, das oft auch etwas dunkler gefärbt ist als die Gehäuse der Weibchen. Eine sichere Unterscheidung nur anhand der Gehäuse ist aber im Einzelfall oft nicht möglich. Der Fuß besitzt eine Längsgrube knapp oberhalb des Randes. Die Schnauze ist zweilappig und überragt das vordere Ende des Fußes etwas. Die Kopftentakeln sind schlank und gewöhnlich etwas dunkler als der Körper. Die Augen sitzen außen an der Basis der Fühler. 

## Geographische Verbreitung und Lebensraum
Die Cochlostomatidae kommen in Südeuropa, Nordafrika und in der Türkei vor. Fossil sind sie ab dem Paläozän bekannt. Die Arten der Gattung leben bevorzugt auf oder unter exponierten Felsen, zwischen und auf Steinen von Geröllhalden, aber auch in der Laubstreu schattiger Wälder auf kalkreichem Boden, an trockenen wie auch feuchten Standorten.

## Systematik
Die Diplommatinidae setzten sich bis vor kurzem noch aus den beiden Unterfamilien Diplommatininae und Cochlostomatininae zusammen. Nach den molekulargenetischen Untersuchungen von Webster et al. (2012) sind jedoch die Cochlostomatinae nicht näher mit den Diplommatininae verwandt, sondern bilden die Schwestergruppe der Megalostomatidae, einer anderen Familie der Cyclophoroidea. Webster et al. (2012) haben daher die Cochlostomatinae in den Rang einer Familie, i. e. Cochlostomatidae innerhalb der Cyclophoroidea angehoben. Das Taxon Cochlostomatinae wurde 1902 von Wilhelm Kobelt aufgestellt. 
- Familie Cochlostomatidae Kobelt, 1902
  - Gattung Cochlostoma Jan, 1830
    - Untergattung Cochlostoma (Auritus) Westerlund, 1883 (= Titanopoma A. J. Wagner, 1897)
    - Untergattung Cochlostoma (Cochlostoma) Jan, 1830
    - Untergattung Cochlostoma (Holcopoma) Kobelt & Moellendorff, 1899
    - Untergattung Cochlostoma (Obscurella) Clessin, 1889
    - Untergattung Cochlostoma (Turritus) Westerlund, 1883

  - Gattung Striolata Wagner, 1897 (= Toffolettia Giusti, 1971)

## Belege

### Online
- Hartmut Nordsieck 2012: Revision der Cochlostoma-Arten von Halbinsel-Italien

## Anmerkung
1. ↑  Der Trivialname Turmdeckelschnecken wird auch für verschiedene im Wasser lebenden Arten der Familie Thiaridae aus der Ordnung der Sorbeoconcha verwendet